# Klassisches System (Nimzowitsch-Indische Verteidigung)
|   | a | b | c | d | e | f | g | h |   |
| 8 |   |   |   |   |   |   |   |   | 8 |
| 7 |   |   |   |   |   |   |   |   | 7 |
| 6 |   |   |   |   |   |   |   |   | 6 |
| 5 |   |   |   |   |   |   |   |   | 5 |
| 4 |   |   |   |   |   |   |   |   | 4 |
| 3 |   |   |   |   |   |   |   |   | 3 |
| 2 |   |   |   |   |   |   |   |   | 2 |
| 1 |   |   |   |   |   |   |   |   | 1 |
|   | a | b | c | d | e | f | g | h |   |

Grundstellung des Klassischen System der Nimzo-Indischen Verteidigung nach 4. Dd1–c2
Beim Klassischen System der Nimzowitsch-Indischen Verteidigung handelt es sich um eine Eröffnung des Schachspiels. Sie zählt zu den Geschlossenen Spielen und geht aus der Nimzo-Indischen Verteidigung hervor. In der Eröffnungssystematik der ECO-Codes steht es unter den Schlüsseln E32–E39.
Das Klassische System der Nimzowitsch-Indischen Verteidigung entsteht nach den Zügen: 
1. d2–d4 Sg8–f6 
2. c2–c4 e7–e6 
3. Sb1–c3 Lf8–b4 
4. Dd1–c2
In diesem System, das von Capablanca gern angewandt wurde und in den 1930er und 1940er Jahren populär war, verhindert Weiß zunächst die Entstehung eines Doppelbauern und übernimmt wieder die Kontrolle über e4. Ein Wiedernehmen auf c3 ist mit der Dame geplant. Schwarze Gegenmaßnahmen können diesen zukünftigen Standort auf c3 durch Se4 oder Manöver zur Öffnung der c-Linie, auf der sich die weiße Dame befindet, beinhalten.
Lange Jahre galt dieses System als langweilig und remisträchtig, doch neue Ideen, unter anderem von Ex-Weltmeister Garri Kasparow, verbunden mit scharfen Angriffen unter Opfern, belebten es und machten es wieder zu einer der beliebtesten Optionen für Weiß.
4. Dc2 kann beispielsweise zu folgenden Varianten führen:
- 4. … d7–d5 5. a2–a3 Lb4xc3+ 6. Dc2xc3 Sf6–e4 7. Dc3–c2 Sb8–c6 ( c7–c5 8. d4xc5 Sb8–c6 gibt es auch ) 8. e2–e3 e6–e5 9. c4xd5 Dd8xd5 10. Lf1–c4 Dd5–a5+ 11. b2–b4 Sc6xb4 12. Dc2–e4 Sb4–c2+ 13. Ke1–e2 Da5–e1+ 14. Ke2–f3 Sc2xa1 15. Lc1–b2 0–0
- 4. … d7–d5 5. a2–a3 Lb4xc3+ 6. Dc2xc3 c7–c5 7. d4xc5 d5–d4 wird Romanischin-Gambit genannt. 8. Dc3–g3 gilt als kritische Antwort.
- 4. … d7–d5 5. c4xd5 Dd8xd5

Diese Art des Wiedernehmen wurde von Aljechin eingeführt. Nach 6. Sg1–f3 c7–c5 7. Lc1–d2 Lb4xc3 8. Ld2xc3 hat Weiß das Läuferpaar. 6. Sg1–f3 Dd5–f5 7. Dc2xf5 exf5 ist eine weitere Erfindung Romanischin's. Beabsichtigt ist die Kontrolle über e4 durch den Doppelbauern und die halboffene e-Linie des Schwarzen. 
- 4. Dd1–c2 d7–d5 5. c4xd5 e6xd5 führt nach 6. Lc1–g5 h7–h6 7. Lg5xf6 Dd8xf6 8. a2–a3 Lb4xc3+ 9. Dc2xc3 0–0 10. e2–e3 Lc8–f5 zu weißem Minoritätsangriff . 7. Lg5–h4 c7–c5 verschärft das Spiel durch 8. d4xc5 g7–g5 9. Lh4–g3 Sf6–e4 . 8. 0–0–0 wurde 1941 in Keres-Botwinnik mittels 8. … Lb4xc3! 9. Dc2xc3 g7–g5 10. Lh4–g3 c5xd4! quasi widerlegt.
- 4. … c7–c5 5. d4xc5 0–0 löst das weiße Zentrum auf und sucht Gegenspiel in der c-Linie. 6. Lc1–g5 Sb8–a6 7. a2–a3 Lb4xc3+ 8. Dc2xc3 Sa6xc5 9. f2–f3 findet die Antwort Sf6–e4, weil der Bauer g7 gedeckt ist. Weiteres 10. Lg5xd8 Se4xc3 11. Ld8–e7 hat den Zwischenzug Sc5–b3 zur Folge.
- 4. … b7–b6?! lässt 5. e2–e4 zu.
- 4. … 0–0 lässt zwar ebenfalls 5. e2–e4 zu. Doch die Rochade begünstigt die Öffnung des Zentrums mit 5. … d7–d5 6. e4–e5 Sf6–e4 7. Lf1–d3 c7–c5.

Nach 4. … 0–0 gewinnt die Fesselung 5. Lc1–g5 an Kraft, weil das Abdrängen des Läufers mittels 5. … h7–h6 6. Lg5–h4 g7–g5 die schwarze Rochadestellung schwächen würde. 5. … c7–c5 6. d4–d5 ähnelt dem Leningrader System der Nimzo-Indischen Verteidigung. 6. e2–e3 h7–h6 7. Lg5–h4 c5xd4 8. e3xd4 Sb8–c6 9. Sg1–f3 d7–d5 ähnelt dem orthodoxen Damengambit. ( 6. d4xc5 wird zur Variante 4. Dd1–c2 c7–c5 5. d4xc5 0–0 6. Lc1–g5 )
Nach 5. a2–a3 Lb4xc3+ 6. Dc2xc3 vermeidet Dd8–e8 die Fesselung Lc1–g5. Dies ist eine Erfindung von Raymond Keene, die e6–e5 oder f7–f5 nebst De8–h5 vorbereiten soll. 6. … b7–b5 7. c4xb5 c7–c6 ist ein von Alvis Vītoliņš gern gespieltes Manöver zur Öffnung der c-Linie, auf der sich die weiße Dame befindet.
- 4. … Sb8–c6 ist die Zürcher Variante. Sie ähnelt der Bogoljubow-Indischen Verteidigung. Ihr Plan ist den Läufer b4 abzutauschen und e7–e5 durchzudrücken. Nach 5. Sg1–f3 d7–d5 geht die Eröffnung in die Ragosin-Variante des Damengambits über.